# لبریکیزوماب
لبریکیزوماب (انگلیسی: Lebrikizumab) نوعی آنتی‌بادی مونوکلونال انسانی‌شده است که به عنوان نوعی داروی سرکوب‌کننده ایمنی جهت درمان آسم غیرقابل کنترل توسط گلوکوکورتیکوئیدها معرفی شده و مراحل آزمایشی را می‌گذراند.

## مکانیسم اثر
این دارو اینترلوکین 13 را مهار می‌کند.